# Lazarus
Lazarus — открытая среда программного обеспечения на языке Object Pascal для компилятора Free Pascal. Основная цель — предоставление кроссплатформенных и свободных средств разработки в Delphi-подобном окружении (по аналогии с Harbour для Clipper).
Позволяет переносить Delphi-программы с графическим интерфейсом в различные операционные системы: Linux, FreeBSD, macOS, Microsoft Windows, Android.
В отличие от MSE — фокус на преобразование проектов Delphi. Библиотека визуальных компонентов — близкая к VCL Lazarus Component Library (LCL), практически полностью поддерживает виджеты Win32, GTK1, GTK2, Carbon, Qt, fpGUI, Cocoa, частично — виджеты WinCE. Реализован основной набор элементов управления, редактор форм и инспектор объектов максимально приближены к Delphi; однако полной совместимости с Delphi нет. Интерфейс отладки реализован через GDB. Редактор — с системой подсказок, гипертекстовой навигацией по исходным текстам, автозавершением, автоформатированием (на механизмах Jedi Code Format), поддержкой рефакторинга. Интерфейс и редактор полностью юникодные (UTF-8).
Для компиляции поддерживаются два стиля ассемблера: Intel и AT&T. Также со стороны компилятора поддерживаются различные паскаль-стили: Object Pascal, Turbo Pascal, Mac Pascal, Delphi. Реализован собственный формат управления пакетами. Обеспечивается автосборка среды (под новую библиотеку виджетов). Поддерживаемые для компиляции операционные системы: Linux, Microsoft Windows (Win32, Win64), macOS, FreeBSD, WinCE, OS/2.
Распространяется на условиях GNU General Public License, а значительная часть библиотек, в том числе LCL — на условиях модифицированной GNU Lesser General Public License. Альтернативная сборки среды — CodeTyphon, включает ряд дополнительных пакетов и компонентов, в частности, OpenGL-движок GLScene.
Среди программ, написанных с использованием Lazarus — двухпанельные файловые менеджеры Total Commander и Double Commander, аудиоредактор easyMP3Gain, аналог GNOME для Windows Greengnome, архиватор PeaZip, панель управления дистрибутива Ubuntu, САПР ZCad.